# Voiture présidentielle (Argentine)
La voiture présidentielle (coche presidencial) est le véhicule transportant le Président de la République d'Argentine. Il s'agit actuellement d'un van Mercedes-Benz Vito blindé et doté de toutes les sécurités nécessaires.

## Histoire
Durant la présidence de Juan Domingo Perón, celui-ci se déplaçait dans de nombreuses Cadillac. En 1952, lors de la visite du président américain Dwight Eisenhower, General Motors Argentina offrit à Perón une Cadillac décapotable qui fut utilisée lors de toutes les cérémonies telles que l'Ascension, les défilés militaires de la fête nationale le 9 juillet ou les visites à l'Exposition rurale de Palermo, et ce jusqu'à l'élection de Néstor Kirchner.

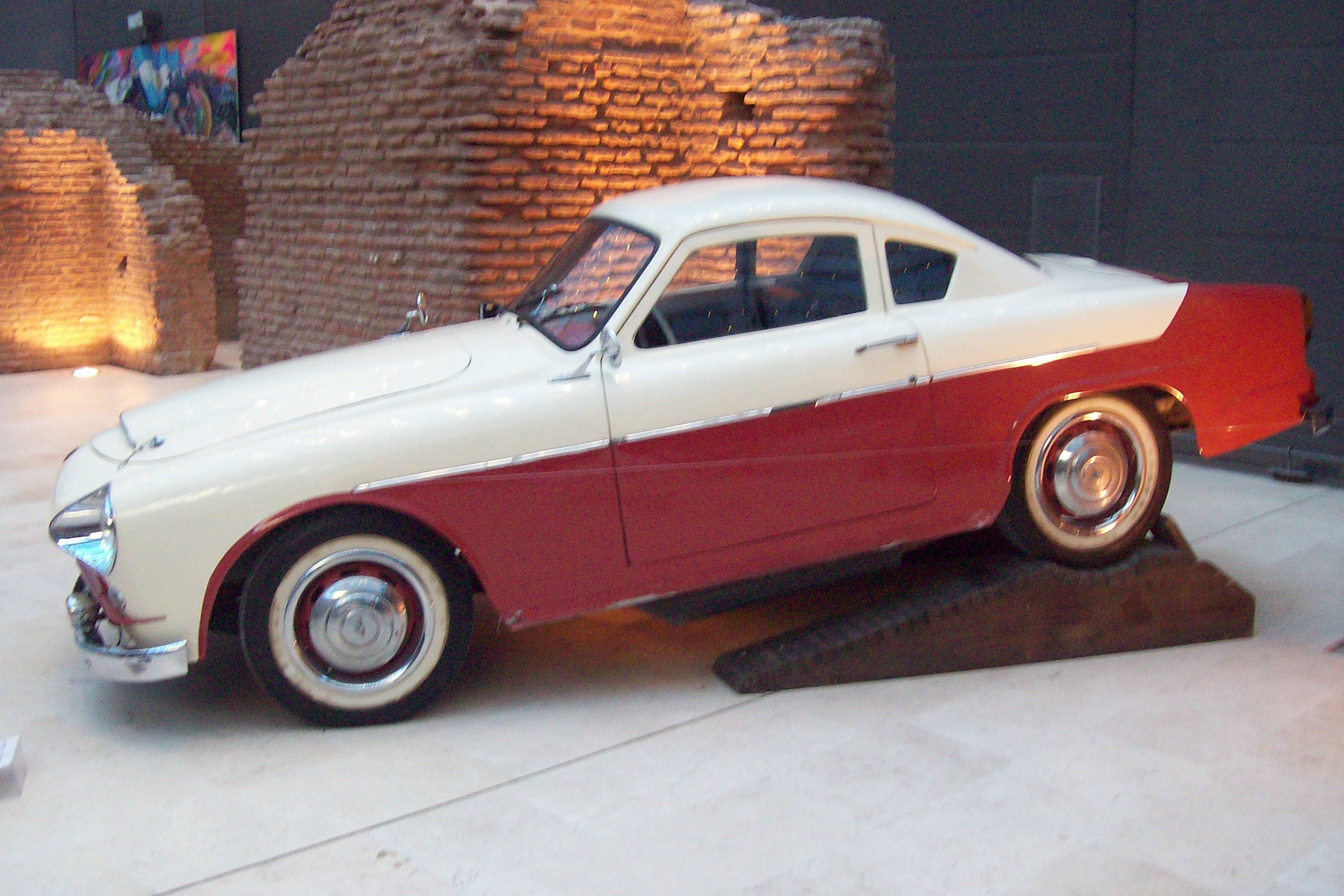
Justicialista Gran Sport de 1954

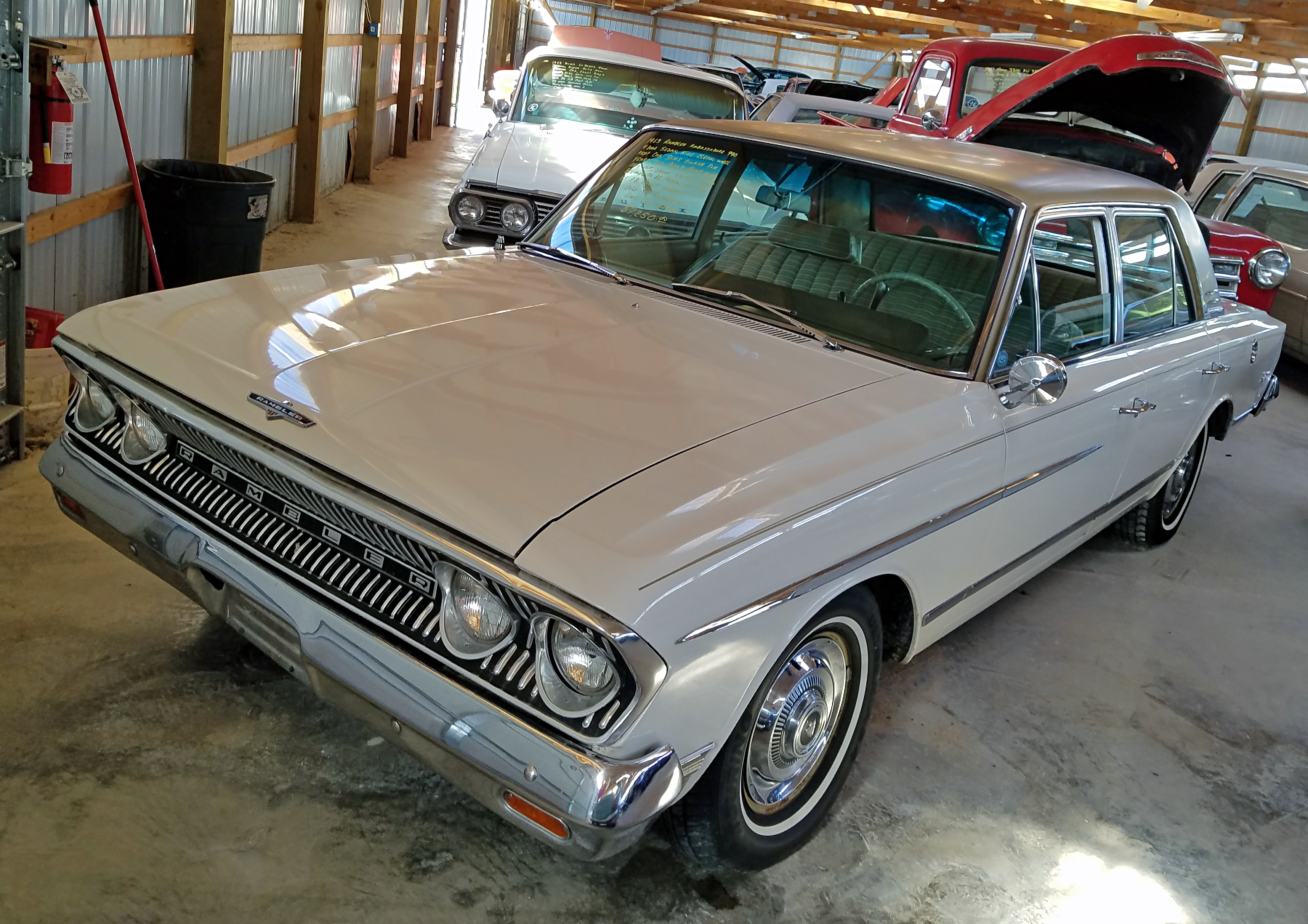
Rambler Ambassador de 1963

Le constructeur IAME fabriqua aussi pour la Présidence une Justicialista cabriolet spéciale, décorée avec les armoiries nationales sur les flancs. En 1965, Ford Motor Argentina construisit à General Pacheco une Falcon cabriolet spécifique, utilisée notamment par le Dr. Arturo Illia. En 1968, IKA fabriqua deux Rambler Ambassador sur mesure, une peinte de noir et l'autre de couleur grise, entièrement fabriquées à l'usine de Santa Isabel. Deux autres de ces véhicules furent réalisés en 1975 par Heriberto Pronello à destination de la présidente María Estela Martínez de Perón. Ces voitures étaient renforcés par un épais blindage et élargies de 30 cm pour un meilleur confort. Durant le troisième mandat de Juan Domingo Perón une Ford Fairlane LTD blindée fut utilisée. Pour sa part, le président Raúl Alfonsín utilisa une Cadillac décapotable modèle 1955 lors de son élection, qui se trouve aujourd'hui en pleine restauration afin de pouvoir entrer au musée de la Casa Rosada. Par la suite, une Lincoln Continental Mark V lui fut attribuée, ainsi qu'une Renault 25. Cette dernière avait été rallongée afin d'agrandir l'espace arrière dans lequel on avait inséré un ordinateur de bord. Cet ordinateur gérait notamment la quantité d'essence dans le réservoir et l'ouverture des portes. Le président Carlos Saul Menem utilisa lui une Renault 21 lors de son premier mandat, puis une Renault Safrane lors du second, tandis que le radical Fernando de la Rua opta pour une Peugeot 607.
Pour sa part, Nestor Kirchner se déplaçait en Renault Laguna et en Toyota Corolla. Durant les premières années du gouvernement de Cristina Fernández de Kirchner, le moyen de transport officiel était une Audi A6, qui fut ensuite remplacée par une Audi A8L entièrement blindée.
En décembre 2015, le secrétaire général de la Présidence, Fernando de Andreis demanda une enquête comptable sur tous les véhicules de luxe compris dans la flotte de la Casa Rosada et celles des différents ministères. Ceci provoqua la restitution de tous les véhicules haut de gamme prêtés et la vente de ceux possédés en mains propres. Macri prit la décision de se déplacer en un véhicule de gamme moyenne ou supérieure, mais devant être fabriqué sur le sol argentin.
La Mercedes-Benz Vito, produite sur le territoire national, fut choisie afin d'assurer tous les déplacements du président. Un modèle fut prélevé sur les chaînes, que la compagnie allemande blinda dans son usine de Virrey Del Pino.
Le cortège présidentiel sera composé d'une Mercedes-Benz Vito où se trouvera le président et également il y aura une voiture derrière de secours également blindée. La première dame, Juliana Awada, commencera également à se déplacer dans des véhicules blindés.

## Modèles utilisés
- Cadillac DeVille

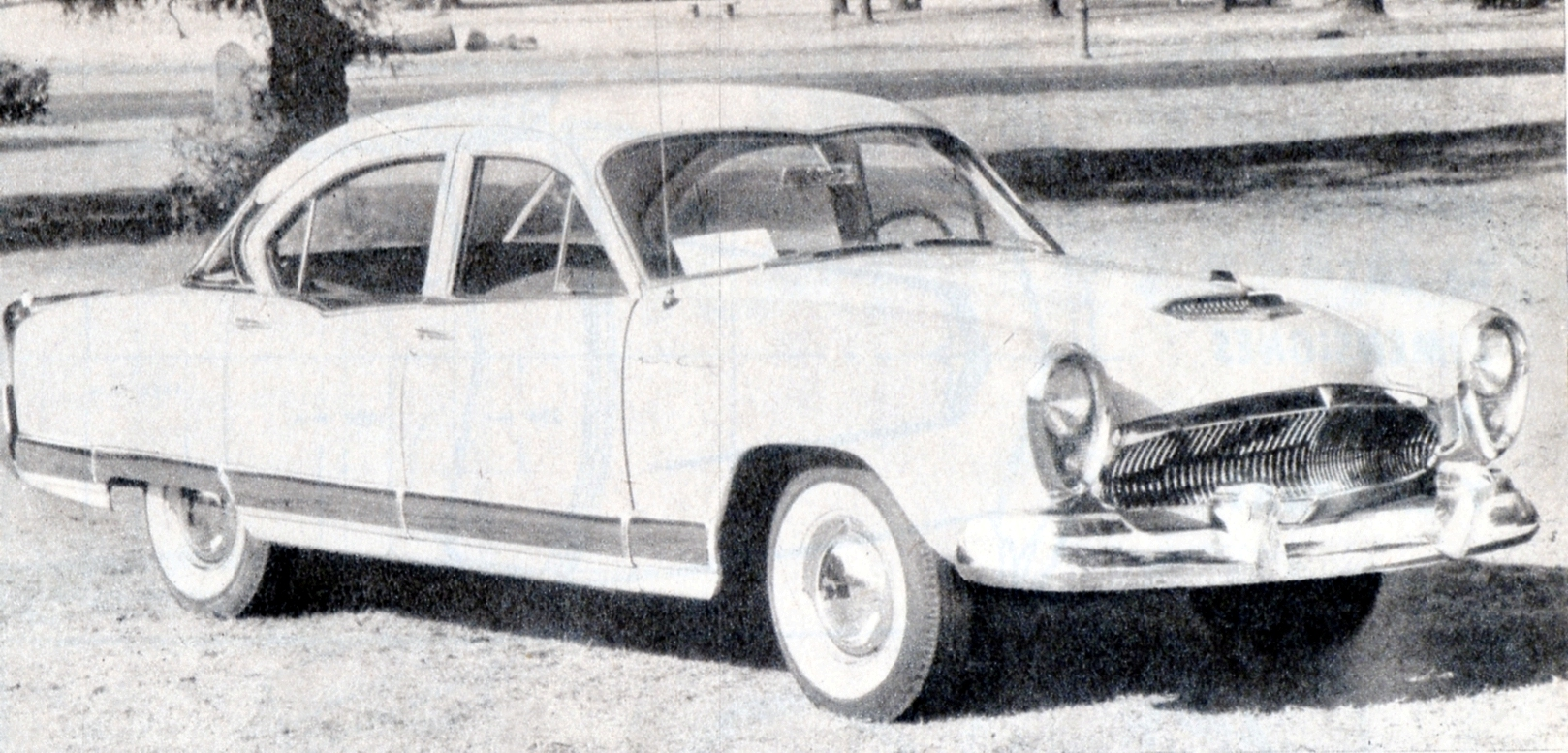
Kaiser Carabela

- Kaiser CarabelaCadillac DeVille décapotable - Juan Domingo Perón
- Ford Falcon cabriolet - Arturo Illia
- Kaiser Carabela - Arturo Illia
- Rambler Ambassador - Juan Carlos Onganía
- Ford Fairlane - Juan Carlos Onganía
- Lincoln Continental - Raúl Alfonsín
- Renault 25 - Raúl Alfonsín
- Ferrari 348 - Carlos Saúl Menem
- Ford Sierra - Carlos Saúl Menem
- Renault 21 - Carlos Saúl Menem
- Peugeot 505 - Carlos Saúl Menem
- Lincoln Continental - Fernando de la Rúa
- Peugeot 607 - Fernando de la Rúa
- Renault Laguna - Nestor Kirchner
- Toyota Corolla
- Audi A6 - Cristina Fernández de Kirchner
- Audi A8L - Cristina Fernández de Kirchner
- Volkswagen CC - Cristina Fernández de Kirchner
- Volkswagen Touareg - Mauricio Macri
- Chrysler Town & Country - Mauricio Macri
- Mercedes-Benz Vito - Mauricio Macri